# Đảo Hoa Bình
25°25′39,37″B 121°56′27,71″Đ / 25,41667°B 121,93333°Đ
Đảo Hoa Bình (tiếng Trung: 花瓶嶼; bính âm: Huāpíng Yǔ, Tiếng Phúc Kiến Đài Loan: tiếng Trung: 花矸嶼; Bạch thoại tự: Hoe-kan-sū, Hán Việt: Hoa Bình tự), còn có tên thông dụng là Hoa tự (花嶼) hoặc Giang Kiệu tự (扛轎嶼), là một đảo nhỏ ở phía bắc đảo Đài Loan. Đảo Hoa Bình cùng với đảo Bành Giai và đảo Miên Hoa hình thành nên "Bắc phương tam đảo" của Đài Loan. Đảo Hoa Bình được tạo thành do hoạt động của núi lửa. Đảo Hoa Bình cách Cơ Long khoảng 32 km về phía đông bắc, hải trình mất khoảng 1,6 giờ. Diện tích đảo Hoa Bình ước đạt 0,0304 km² (3,04 ha), đông-tây dài 176 mét, chiều rộng là khoảng 80 mét, độ cao lớn nhất đạt 48 mét trên mực nước biển.